# Quirin Weber
Quirin Weber (* 30. Dezember 1693 in Dachau; † 10. Februar 1751 ebenda) war ein deutscher Orgelbauer.

## Leben und Werk
Weber war der Sohn des Glasers Martin Weber aus Indersdorf. Am 25. Oktober 1713 heiratete er die Münchnerin Appolonia Dauscher, die ihm zwei Töchter gebar.
1714 erhielt er das Bürgerrecht in Dachau.
Bisher konnte noch nicht geklärt werden, wo Weber seine Ausbildung zum Orgelbauer erhielt.
Ab 1719 sind mehrere Orgelneubauten von ihm bekannt.
Vom Grafen Carl von und zu Haimhausen, für den er 1736 eine Orgel für die Schlosskapelle baute, ist ein Empfehlungsschreiben erhalten:
„Demnach Vorzaiger diss Quirinus Weber burger: Und orglmacher zu Dachau in meinen Schloß Kapellen allhier ain ganz Neue Orgl von 8 Register verförtigt: Und aufgsezt, Mithin dann ain solch Kunstreiches Werckh produciert habe, daß vermög vorgenommener scharfen revision: Und durch gants gehaltene Prob die geringste aussöllung keineswegs zu machen gewest seye; ...“.
1738 reichte er für die Münchner Peterskirche einen Kostenvoranschlag für eine neue Orgel mit 24 Registern ein. Es kam jedoch bei dem Neubau der Münchner Ignaz Philipp Hildebrand zum Zug, der ihn vorher folgendermaßen diffamierte: „ .. daß der Dachauer kein gelernter Orglmacher, sondern seiner Hantierung ein Glaser ist, wo er das Orglmachen erst alsdann angegriffen, da er mit der Glaserei dermaßen stark verdorben, daß er sogar ein gehabtes Häusl und Werkzeug verkaufen müssen.“
Tatsächlich jedoch starb Weber als vielgeachteter Bürger 1751.

## Werkliste (Auszug)
| Jahr     | Ort                        | Gebäude           | Bild | Manuale | Register | Bemerkungen |
| -------- | -------------------------- | ----------------- | ---- | ------- | -------- | --- |
| 1720     | Freising                   | Kloster Neustift  |      |         |          | Prospekt erhalten. 1760, nach Kirchenbrand 1751, neues Werk von Philipp Rädler. Seit 1992: Werk mit II/33 von Johannes Klais Orgelbau. |
| 1725     | Oberammergau               | Pfarrkirche       |      |         |          | |
| 1726     | Dachau                     | St. Jakob         |      |         |          | nicht erhalten |
| 1727     | München                    | Augustinerkirche  |      | I/P     | 8        | |
| 1730     | Ettal                      |                   |      | I/P     | 12       | |
| 1734     | Oberalting                 |                   |      |         |          | |
| ca. 1735 | Inhausen (Gde. Haimhausen) | Mariä Himmelfahrt |      | I/P     | 7        | |
| 1736     | Haimhausen                 | Schlosskapelle    |      | I/P     | 8        | 1960 Reparatur (und Umbau?) durch Guido Nenninger. Um 1976 Reparatur durch Wilhelm Stöberl. → Orgel                                    |
| 1738     | Großkarolinenfeld          | Karolinenkirche   |      | I/P     | 8        | Ursprünglich Chororgel im Kloster Tegernsee; 1824 von Königin Caroline nach Großkarolinenfeld geschenkt. → Orgel                       |
| ca. 1745 | Vierkirchen                | St. Jakobus       |      | I/P     | 10       | vermutlich erst um 1767 nach Vierkirchen. → Orgel                                                                                      |
| 1747     | Weyarn                     | Klosterkirche     |      | II/P    | 20       | 1983 Umbau durch Anton Staller |